# Hisar
Hisar (en hindi: हिसार ) es una ciudad de la India, centro administrativo del distrito de Hisar, en el estado de Haryana.

## Geografía
Se encuentra a una altitud de 212 m s. n. m. a 236 km de la capital estatal, Chandigarh, en la zona horaria UTC +5:30.

## Demografía
Según estimación 2011 contaba con una población de 351 677 habitantes.